# Una nova vida (pel·lícula de 2010)
Una nova vida (originalment en anglès, Fairfield Road) és un telefilm estatunidenc dirigit per David Weaver i estrenat l'11 de setembre de 2010 al Hallmark Channel. La versió doblada al català es va estrenar el 15 d'agost de 2022 a TV3.

## Sinopsi
Tot a la vida d'en Noah li va rodat: li acaben d'oferir la feina que somiava treballant per un senador, es casarà amb la seva nòvia i aniran a viure a Washington DC. Abans, vol passar un cap de setmana romàntic al Cap Cod amb la Wendy per donar-li l'anell de compromís. Però en poques hores es troba que ja no té ni la feina amb el senador ni tampoc l'antiga, i descobreix que la Wendy l'ha enganyat. Sentint-se perdut, decideix anar al Cap Cod, a l'hotelet on havia fet que li enviessin l'anell. L'endemà coneix la noia de la llibreria del poble, que li cau molt bé. I, gairebé sense adonar-se'n, es troba ficat enmig de la batalla electoral per escollir el nou alcalde d'aquell poblet encantador.

## Repartiment
- Jesse Metcalfe: Noah McManus
- Natalie Lisinska: Hailey Caldwell
- Brandon Firla: Randall
- Richard Leacock: Mitchell Connelly
- Rob deLeeuw: Jesse
- Boyd Banks: Doug
- Maria Ricossa: alcalde Grantt
- Matthew Edison: Elliot Larkin
- Natalie Brown:Wendy Greenhill
- Chick Reid: Lillian Peabody
- Derek McGrath: Sam Peabody